# 1463
Il 1463 (MCDLXIII in numeri romani) è un anno  del XV secolo.

## Eventi
- 5 gennaio – Viene bandito da Parigi il poeta François Villon.
- 5 giugno – Conquista turca del Regno di Bosnia e cattura dell'ultimo re Stefan Tomašević.
- Per volontà di Cosimo de' Medici nasce a Firenze, nei pressi di Careggi, l'Accademia platonica, divenuta uno dei centri più importanti del neoplatonismo rinascimentale. Saranno molti gli studiosi e i filosofi cooptati a parteciparvi, il più noto dei quali fu Marsilio Ficino, con l'intento di far rivivere l'antica Accademia ateniese di Platone.
- In aprile Marsilio Ficino finisce la traduzione in latino del testo greco del Corpus hermeticum di Ermete Trismegisto, destinato ad avere un'importanza fondamentale su tutto il pensiero rinascimentale. Qualche mese dopo ne viene terminata anche la traduzione in italiano volgare da parte di Tommaso Benci. La versione latina di Ficino verrà stampata nel 1471.
- 27 giugno patti di Fossombrone tra San Marino e lo Stato Pontificio a conclusione della guerra sammarinese durata dal 1460 al 1463.
- Papa Pio II indice una crociata nel tentativo di fermare l'avanzata degli Ottomani.

## Nati
- 17 gennaio - Antonio Duprat, arcivescovo cattolico e cardinale francese († 1535)
- 17 gennaio - Federico il Saggio, nobile († 1525)
- 22 febbraio - Bernardino Gadolo, religioso e letterato italiano († 1499)
- 24 febbraio - Giovanni Pico della Mirandola, umanista e filosofo italiano († 1494)
- 3 marzo - Paola Gambara Costa, nobildonna e beata italiana († 1515)
- 21 maggio - Shimazu Tadamasa, militare giapponese († 1508)
- 29 maggio - Roberto Pucci, cardinale italiano († 1547)
- 24 giugno - Enrico IV di Brunswick-Lüneburg, nobile tedesco († 1514)
- 4 agosto - Lorenzo il Popolano, banchiere, politico e ambasciatore italiano († 1503)
- 3 settembre - Francesco Pucci, umanista italiano († 1512)
- 29 settembre - Luigi I di Löwenstein, conte († 1523)
- 20 ottobre - Alessandro Achillini, anatomista e filosofo italiano († 1512)
- 29 novembre - Andrea della Valle, cardinale e vescovo cattolico italiano († 1534)
- 25 dicembre - Giovanni di Schwarzenberg-Hohenlandsberg, nobile tedesco († 1528)
- Simone Arrigoni, politico italiano († 1507)
- Aynişah Sultan, principessa ottomana († 1514)
- Biagio da Cesena, presbitero e notaio italiano († 1544)
- Niccolò Bonafede, vescovo cattolico e condottiero italiano († 1534)
- Elio Lampridio Cerva, poeta, umanista e lessicografo dalmata († 1520)
- Pietro Iacopo De Jennaro, letterato e nobile italiano († 1508)
- Sisto Locatelli, religioso italiano († 1533)
- Maria Lorenza Longo, religiosa spagnola († 1539)
- Luigi di Brézé, nobile francese († 1531)
- Margherita di Lorena, principessa francese († 1521)
- Musa Muslihuddin, mistico e medico turco († 1552)
- Bernardo Ventimiglia, politico italiano († 1497)
- Giovanna da Montefeltro, nobildonna italiana († 1513)
- Caterina de' Pazzi, religiosa e beata italiana († 1490)
- Francesco del Tasso, intagliatore e scultore italiano († 1519)

## Morti
- 9 gennaio - William Neville, I conte di Kent, nobile e militare inglese (n. 1405)
- 14 febbraio - Dietrich II von Moers, nobile tedesco (n. 1385)
- 9 marzo - Caterina da Bologna, religiosa italiana (n. 1413)
- 24 marzo - Prospero Colonna, cardinale italiano
- 27 aprile - Antonio Cubello, nobile italiano (n. 1396)
- 27 aprile - Isidoro di Kiev, cardinale bizantino
- 1º maggio - Antonio Astesano, scrittore e poeta italiano (n. 1412)
- 4 giugno - Flavio Biondo, storico e umanista italiano (n. 1392)
- 5 giugno - Stefano Tomašević, sovrano bosniaco
- 17 giugno - Caterina d'Aviz, principessa portoghese (n. 1436)
- 5 luglio - Jean Bureau, militare francese
- 12 luglio - Andrea di Graben, nobile e militare austriaco
- 16 luglio - Bernardo III di Sassonia-Lauenburg, nobile
- 25 luglio - Tommaso Cantacuzeno, nobile e generale bizantino
- 20 agosto - Alessandro Oliva, cardinale e arcivescovo cattolico italiano (n. 1407)
- 1º ottobre - Sante Bentivoglio, nobile (n. 1424)
- 6 ottobre - Federico di Altmark, nobile (n. 1424)
- 22 ottobre - James Berkeley, I barone Berkeley, nobile britannico (n. 1394)
- 30 ottobre - Maria di Borgogna, principessa francese (n. 1393)
- 1º novembre - Alessio V di Trebisonda, imperatore bizantino (n. 1454)
- 1º novembre - Davide II di Trebisonda, imperatore bizantino (n. 1408)
- 1º novembre - Giovanni di Cosimo de' Medici, banchiere italiano (n. 1421)
- 4 novembre - Bertoldo d'Este, condottiero italiano (n. 1434)
- 12 novembre - Diego d'Alcalá, religioso spagnolo (n. 1400)
- 15 novembre - Giovanni Antonio Orsini del Balzo, nobile e condottiero italiano (n. 1401)
- 18 novembre - Giovanni IV di Baviera, duca tedesco (n. 1437)
- 29 novembre - Maria d'Angiò, regina francese (n. 1404)
- 1º dicembre - Maria di Gheldria, regina (n. 1434)
- 2 dicembre - Alberto VI d'Asburgo, nobile (n. 1418)
- 13 dicembre - Bartolomeo Vitelleschi, cardinale italiano
- Yusuf V di Granada, sultano
- Michele Attendolo, condottiero italiano
- Marliano Baccarini, vescovo cattolico italiano (n. 1413)
- Guiniforte Barzizza, umanista italiano (n. 1406)
- Elena Cantacuzena, imperatrice bizantina
- Francesco II Crispo, duca
- Guglielmo II Crispo, duca (n. 1390)
- Bertoldo II d'Este, condottiero italiano
- Hans Hirtz, pittore tedesco (n. 1400)
- Catone Sacco, giurista italiano (n. 1394)

## Calendario
| Calendario 1463 | Calendario 1463 | Calendario 1463 | Calendario 1463 | Calendario 1463 | Calendario 1463 | Calendario 1463 | Calendario 1463 | Calendario 1463 | Calendario 1463 | Calendario 1463 | Calendario 1463 | Calendario 1463 | Calendario 1463 | Calendario 1463 | Calendario 1463 | Calendario 1463 | Calendario 1463 | Calendario 1463 | Calendario 1463 | Calendario 1463 | Calendario 1463 | Calendario 1463 | Calendario 1463 | Calendario 1463 | Calendario 1463 | Calendario 1463 | Calendario 1463 | Calendario 1463 | Calendario 1463 | Calendario 1463 | Calendario 1463 | Calendario 1463 |
| --------------- | --------------- | --------------- | --------------- | --------------- | --------------- | --------------- | --------------- | --------------- | --------------- | --------------- | --------------- | --------------- | --------------- | --------------- | --------------- | --------------- | --------------- | --------------- | --------------- | --------------- | --------------- | --------------- | --------------- | --------------- | --------------- | --------------- | --------------- | --------------- | --------------- | --------------- | --------------- | --------------- |
|                 | 1               | 2               | 3               | 4               | 5               | 6               | 7               | 8               | 9               | 10              | 11              | 12              | 13              | 14              | 15              | 16              | 17              | 18              | 19              | 20              | 21              | 22              | 23              | 24              | 25              | 26              | 27              | 28              | 29              | 30              | 31              |                 |
| Gennaio         | Sa              | Do              | Lu              | Ma              | Me              | Gi              | Ve              | Sa              | Do              | Lu              | Ma              | Me              | Gi              | Ve              | Sa              | Do              | Lu              | Ma              | Me              | Gi              | Ve              | Sa              | Do              | Lu              | Ma              | Me              | Gi              | Ve              | Sa              | Do              | Lu              |                 |
| Febbraio        | Ma              | Me              | Gi              | Ve              | Sa              | Do              | Lu              | Ma              | Me              | Gi              | Ve              | Sa              | Do              | Lu              | Ma              | Me              | Gi              | Ve              | Sa              | Do              | Lu              | Ma              | Me              | Gi              | Ve              | Sa              | Do              | Lu              |                 |                 |                 |                 |
| Marzo           | Ma              | Me              | Gi              | Ve              | Sa              | Do              | Lu              | Ma              | Me              | Gi              | Ve              | Sa              | Do              | Lu              | Ma              | Me              | Gi              | Ve              | Sa              | Do              | Lu              | Ma              | Me              | Gi              | Ve              | Sa              | Do              | Lu              | Ma              | Me              | Gi              |                 |
| Aprile          | Ve              | Sa              | Do              | Lu              | Ma              | Me              | Gi              | Ve              | Sa              | Do              | Lu              | Ma              | Me              | Gi              | Ve              | Sa              | Do              | Lu              | Ma              | Me              | Gi              | Ve              | Sa              | Do              | Lu              | Ma              | Me              | Gi              | Ve              | Sa              |                 |                 |
| Maggio          | Do              | Lu              | Ma              | Me              | Gi              | Ve              | Sa              | Do              | Lu              | Ma              | Me              | Gi              | Ve              | Sa              | Do              | Lu              | Ma              | Me              | Gi              | Ve              | Sa              | Do              | Lu              | Ma              | Me              | Gi              | Ve              | Sa              | Do              | Lu              | Ma              |                 |
| Giugno          | Me              | Gi              | Ve              | Sa              | Do              | Lu              | Ma              | Me              | Gi              | Ve              | Sa              | Do              | Lu              | Ma              | Me              | Gi              | Ve              | Sa              | Do              | Lu              | Ma              | Me              | Gi              | Ve              | Sa              | Do              | Lu              | Ma              | Me              | Gi              |                 |                 |
| Luglio          | Ve              | Sa              | Do              | Lu              | Ma              | Me              | Gi              | Ve              | Sa              | Do              | Lu              | Ma              | Me              | Gi              | Ve              | Sa              | Do              | Lu              | Ma              | Me              | Gi              | Ve              | Sa              | Do              | Lu              | Ma              | Me              | Gi              | Ve              | Sa              | Do              |                 |
| Agosto          | Lu              | Ma              | Me              | Gi              | Ve              | Sa              | Do              | Lu              | Ma              | Me              | Gi              | Ve              | Sa              | Do              | Lu              | Ma              | Me              | Gi              | Ve              | Sa              | Do              | Lu              | Ma              | Me              | Gi              | Ve              | Sa              | Do              | Lu              | Ma              | Me              |                 |
| Settembre       | Gi              | Ve              | Sa              | Do              | Lu              | Ma              | Me              | Gi              | Ve              | Sa              | Do              | Lu              | Ma              | Me              | Gi              | Ve              | Sa              | Do              | Lu              | Ma              | Me              | Gi              | Ve              | Sa              | Do              | Lu              | Ma              | Me              | Gi              | Ve              |                 |                 |
| Ottobre         | Sa              | Do              | Lu              | Ma              | Me              | Gi              | Ve              | Sa              | Do              | Lu              | Ma              | Me              | Gi              | Ve              | Sa              | Do              | Lu              | Ma              | Me              | Gi              | Ve              | Sa              | Do              | Lu              | Ma              | Me              | Gi              | Ve              | Sa              | Do              | Lu              |                 |
| Novembre        | Ma              | Me              | Gi              | Ve              | Sa              | Do              | Lu              | Ma              | Me              | Gi              | Ve              | Sa              | Do              | Lu              | Ma              | Me              | Gi              | Ve              | Sa              | Do              | Lu              | Ma              | Me              | Gi              | Ve              | Sa              | Do              | Lu              | Ma              | Me              |                 |                 |
| Dicembre        | Gi              | Ve              | Sa              | Do              | Lu              | Ma              | Me              | Gi              | Ve              | Sa              | Do              | Lu              | Ma              | Me              | Gi              | Ve              | Sa              | Do              | Lu              | Ma              | Me              | Gi              | Ve              | Sa              | Do              | Lu              | Ma              | Me              | Gi              | Ve              | Sa              |                 |